# De Engel (Lisse)
De Engel is een Nederlandse buurtschap in de Zuid-Hollandse gemeente Lisse.
Het is niet bekend wanneer de eerste mensen woonden in het gebied van het huidige De Engel. Wel is bekend dat de naam van de buurtschap afstamt van Herberg de Witte Engel, die rond het begin van de zeventiende eeuw een bekend oord was op deze plek. In de jaren '20 van de twintigste eeuw floreert de bloembollenhandel in De Engel, dat daar bekend om stond. Het kreeg zelfs een Laboratorium voor Bloembollenonderzoek, dat overigens in 1928 in de as werd gelegd. In datzelfde jaar wordt opdracht gegeven de bestaande schuurkerk te vervangen door een volwaardige parochiekerk. In 1931 is het project af: de enorme Engelbewaarderskerk in neo-Byzantijnse stijl met pastorie, beide ontworpen door Jan Stuyt, een noodkerk, een bijkerk met kosterswoning, een jongensschool en een meisjesschool, een bewaarschool en een zusterhuis voor het uitgestrekte landelijke parochiegebied. In de jaren '30 stort de bloembollenhandel in en breekt ook voor De Engel de crisistijd aan. Ten tijde van de Tweede Wereldoorlog moesten vele inwoners van De Engel hun huizen verlaten om Duitsers te huisvesten. In de jaren '50 leeft de bloembollenhandel weer op en begint het economisch herstel voor De Engel.

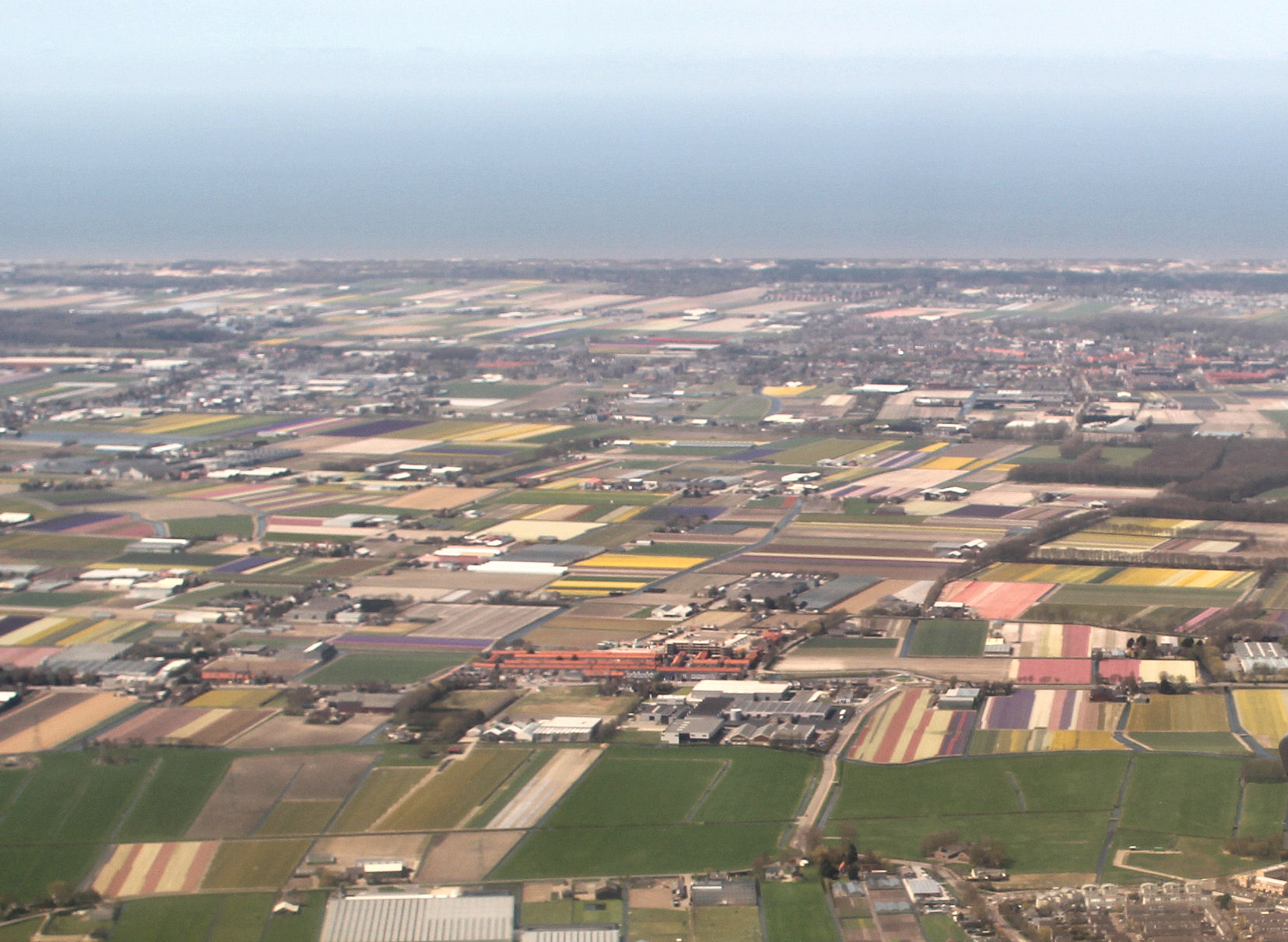
De buurtschap De Engel en de omliggende bollenvelden, gezien naar het Westen. 27 april 2013.

Dorp: Lisse    Buurtschappen: De Engel · Halfweg

Zuid-Holland: Steden en dorpen      Nederland: Provincies · Gemeenten